# Anaplecta cincta
Anaplecta cincta är en kackerlacksart som beskrevs av Gerstaecker 1883. Anaplecta cincta ingår i släktet Anaplecta och familjen småkackerlackor.

## Underarter
Arten delas in i följande underarter:
- A. c. cincta
- A. c. africana